# El derecho de gozar
 El derecho de gozar  es una película de Argentina dirigida por Leo Kanaf, que fue producida en 1968, pero nunca fue estrenada comercialmente. El filme, un thriller erótico, tuvo como protagonistas a Libertad Leblanc y Ricardo Bauleo, con aparición especial de Fidel Pintos.
El director Leo Kanaf había sido productor de los filmes Shunko (1960) y Alias Gardelito (1961), entre otros, y dirigió además otros filmes, algunos de ellos documentales. 

## Reparto
Intervinieron en el filme los siguientes intérpretes:
- Libertad Leblanc
- Ricardo Bauleo
- Francisco de Paula
- José María Gutiérrez
- Lydia Scotty
- Fidel Pintos

## Argumento
Una bella mujer (Libertad Leblanc) está casada con un director de cine (Francisco de Paula). Pese a la aparente felicidad del matrimonio, ella tiene una aventura con un joven mujeriego (Ricardo Bauleo), y coquetea con un guionista (José María Gutiérrez). Durante el rodaje de una película dirigida por su marido, dos actrices son misteriosamente asesinadas.